# 华明镇
华明镇，即华明示范镇，是天津市东丽区下辖的一个镇。是2010年上海世博会最佳城市实践项目之一。今为华明街道。

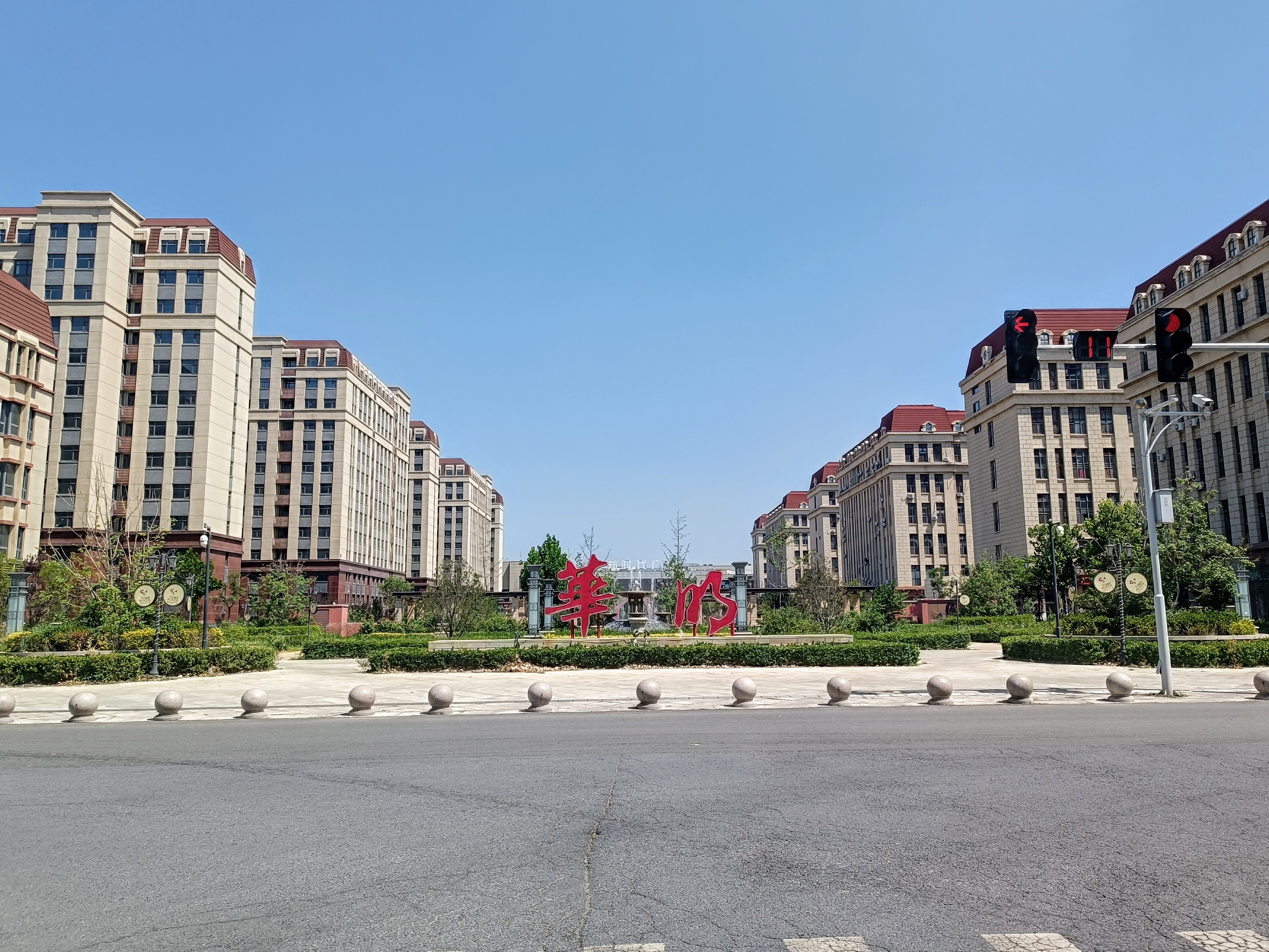
华明镇

## 特点
天津华明示范镇共有12个村庄合计4万多人，该镇共有宅基地12071亩。华明镇是天津首批宅基地换房试点项目，试点面积5.618平方公里，总规划面积12.1平方公里。